# Hermannia scabricaulis
Hermannia scabricaulis är en malvaväxtart som beskrevs av Salter. Hermannia scabricaulis ingår i släktet Hermannia och familjen malvaväxter. Inga underarter finns listade i Catalogue of Life.